# 江東橋
江東橋（こうとうばし）は、東京都墨田区の町名。または、大横川に架かる橋である。

## 江東橋 (町名)
江東橋（こうとうばし）は、東京都墨田区の町名。錦糸町の駅南口に当たり、東京23区東部最大の歓楽街である。現行行政区画は江東橋一丁目から江東橋五丁目。住居表示実施済み区域。

### 概要
錦糸町駅南口から江東区境までを町域とする町である。旧本所区に当たる本所地域内にある。町名は、江東橋一丁目と緑四丁目を結ぶ橋「江東橋」に由来する。旧本所区に属していたことから、歴史ある本所の名を冠し「本所江東橋」と呼ばれていることも少なくない。

### 地理
本所地域の南部に位置し、江東区（亀戸・住吉・毛利）との区境に当たる。
河川・橋
- 大横川
  - 江東橋
  - 撞木橋
  - 南辻橋
  - 菊柳橋
  - 菊川橋
- 横十間川
  - 松代橋
  - 旅所橋
- 竪川
  - 新辻橋
  - 牡丹橋
  - 四之橋
  - 松本橋

### 歴史

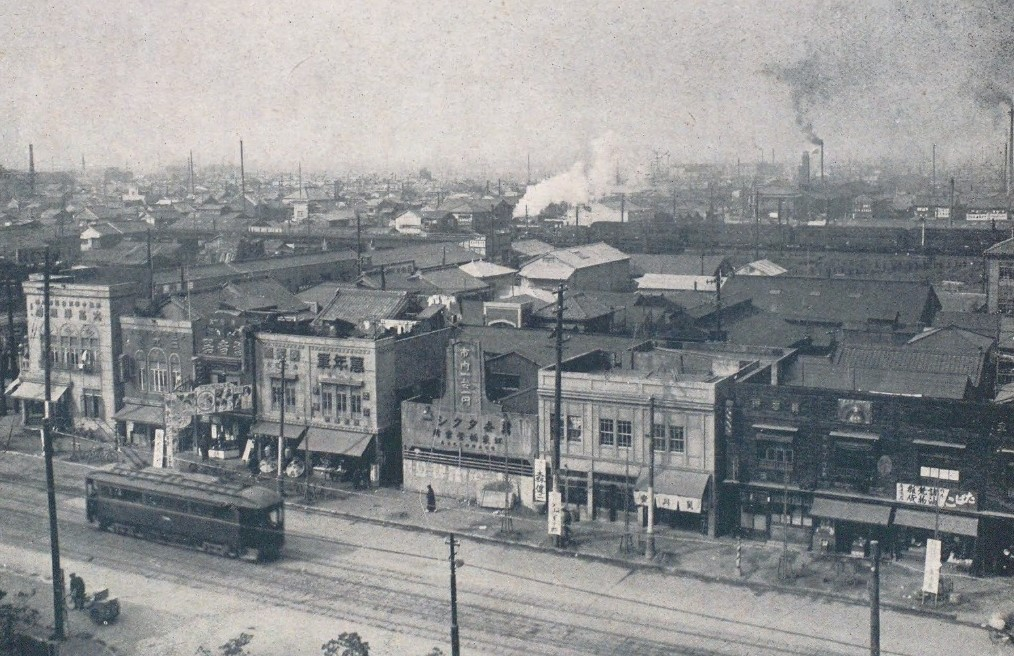
1920年代末頃の江東橋付近。京葉道路から総武線を見る。

町名の由来は、大横川に跨る橋梁名に由来する。東京市電にも江東橋停留所があった。
本所松代町一丁目から三丁目、本所茅場町一丁目から三丁目、本所柳原一丁目から三丁目と、本所錦糸町の一部で住居表示を実施「江東橋」とした。
2019年（令和元年）10月1日、東京都は江東橋一丁目から四丁目を暴力団排除条例に基づき暴力団排除特別強化地域に指定した。

### 世帯数と人口
2025年（令和7年）3月1日現在（墨田区発表）の世帯数と人口は以下の通りである。
| 丁目         | 世帯数    | 人口     |
| ------------ | --------- | -------- |
| 江東橋一丁目 | 1,194世帯 | 1,713人  |
| 江東橋二丁目 | 1,588世帯 | 2,454人  |
| 江東橋三丁目 | 578世帯   | 726人    |
| 江東橋四丁目 | 1,969世帯 | 2,718人  |
| 江東橋五丁目 | 1,976世帯 | 3,273人  |
| 計           | 7,305世帯 | 10,884人 |

#### 人口の変遷
国勢調査による人口の推移。
| 年                 | 人口  |
| ------------------ | ----- |
| 1995年（平成7年）  | 5,872 |
| 2000年（平成12年） | 5,980 |
| 2005年（平成17年） | 7,242 |
| 2010年（平成22年） | 8,698 |
| 2015年（平成27年） | 9,776 |
| 2020年（令和2年）  | 9,970 |

#### 世帯数の変遷
国勢調査による世帯数の推移。
| 年                 | 世帯数 |
| ------------------ | ------ |
| 1995年（平成7年）  | 2,779  |
| 2000年（平成12年） | 3,069  |
| 2005年（平成17年） | 4,200  |
| 2010年（平成22年） | 4,901  |
| 2015年（平成27年） | 5,739  |
| 2020年（令和2年）  | 6,150  |

### 学区
区立小・中学校に通う場合、学区は以下の通りとなる（2022年9月時点）。
| 丁目         | 番地   | 小学校             | 中学校             |
| ------------ | ------ | ------------------ | ------------------ |
| 江東橋一丁目 | 全域   | 墨田区立菊川小学校 | 墨田区立竪川中学校 |
| 江東橋二丁目 | 19番   | 墨田区立錦糸小学校 | 墨田区立錦糸中学校 |
| 江東橋二丁目 | その他 | 墨田区立菊川小学校 | 墨田区立竪川中学校 |
| 江東橋三丁目 | 全域   | 墨田区立菊川小学校 | 墨田区立竪川中学校 |
| 江東橋四丁目 | 全域   | 墨田区立錦糸小学校 | 墨田区立竪川中学校 |
| 江東橋五丁目 | 全域   | 墨田区立菊川小学校 | 墨田区立竪川中学校 |

### 事業所
2021年（令和3年）現在の経済センサス調査による事業所数と従業員数は以下の通りである。
| 丁目         | 事業所数    | 従業員数 |
| ------------ | ----------- | -------- |
| 江東橋一丁目 | 125事業所   | 1,586人  |
| 江東橋二丁目 | 222事業所   | 3,605人  |
| 江東橋三丁目 | 374事業所   | 5,322人  |
| 江東橋四丁目 | 441事業所   | 7,622人  |
| 江東橋五丁目 | 92事業所    | 957人    |
| 計           | 1,254事業所 | 19,092人 |

#### 事業者数の変遷
経済センサスによる事業所数の推移。
| 年                 | 事業者数 |
| ------------------ | -------- |
| 2016年（平成28年） | 1,049    |
| 2021年（令和3年）  | 1,254    |

#### 従業員数の変遷
経済センサスによる従業員数の推移。
| 年                 | 従業員数 |
| ------------------ | -------- |
| 2016年（平成28年） | 14,527   |
| 2021年（令和3年）  | 19,092   |

### 施設
公園
- 大横川親水公園
- 撞木橋跡
- 時の鐘跡

行政
- 東京都交通局 都営バス江東営業所
- 東京都立墨東病院
- ハローワーク墨田

企業
- 東京楽天地 本社

教育
- 東京都立両国高等学校・附属中学校

### 交通
鉄道
- JR東日本 錦糸町駅（ 中央・総武緩行線、 総武快速線）
- 東京メトロ半蔵門線  錦糸町駅

道路
- 国道14号（京葉道路）
- 東京都道・千葉県道50号東京市川線（新大橋通り）
- 東京都道465号深川吾嬬町線（四ツ目通り）

首都高速道路・出入口
- 首都高速7号小松川線
- 錦糸町出入口

路線バス
- 都営バス

## 江東橋 (橋)
江東橋（こうとうばし）は、東京都墨田区の大横川に架かる国道14号（京葉道路）の橋である。
西岸の東京都墨田区緑四丁目と東岸の墨田区江東橋一丁目を結ぶ。
初代江東橋は1898年に架橋された。現在の江東橋は1995年7月に架設されたもので、橋長20.8メートル、幅員35メートル。架橋時点で河川が埋め立てられ大横川親水公園として整備されていたため、両岸を狭めて橋本体の部分を縮小している。
「江東」とは江戸期以降、隅田川以東の市街地を指す名称であるため、現在の墨田区と江東区の両方を意味する名称であり、以上が橋名の由来となっている。

## その他

### 日本郵便
- 郵便番号 : 130-0022[3]（集配局 : 本所郵便局[15]）。

### 警察・消防
- 本所警察署 - 同町周辺の管轄に当たる。（所在地：横川）
- 本所消防署 - 同町周辺の管轄に当たる。（所在地：横川）